# コンポジション爆薬
コンポジション爆薬（コンポジションばくやく、Composition）とは、RDXを主成分に作られた混合爆薬の一種で、日本語では混合爆薬とも呼ばれる。
混合する成分によって分類される。RDXやTNTなどの爆薬にプラスチック結合剤、可塑剤などを混ぜて粘土のように自由に加工できるようにした物である。
- 可塑剤：セバシン酸ジオクチル
- 結合剤：ポリイソブチレン、アジピン酸ビス(2-エチルヘキシル)

## A-3
ワックスで爆薬表面をコーティングして粒子状に加工したものである。現在ではPBX爆薬への代替が進んでおり生産量、使用量とも減っている。
- 組成：RDX91% 合成ワックス9%
- 密度：1.6g/cm3
- 爆速：8,10km/s

## B
RDXとTNTを主成分とする混合爆薬である。
混合比によりコンポジションB、サイクロトール(75/25)、(70/30)、(65/30)、コンポジションB-2の五種類がある。
- 密度：1.65g/cm3
- 爆速：8,05km/s

第1次大戦から開発が始まり、第2次世界大戦から1950年代初期までM107 (榴弾)やHEAT弾の炸薬など多様な兵器にTNTの後継として用いられた。TNTに似て常温では可塑性が無いため製造段階で後述のように扱いやすい粒子状や所定の型に流し込んで成形する。
TNTに比べれば感度が低く安定しているが十分ではなく、1967年USSフォレスタル火災ではコンポジションBが充填されたMark65爆弾が、火災で誘爆したことが被害が拡大させた要因といわれている。
米海軍、海兵隊では後継のMk80ファミリー爆弾や魚雷で、より感度が低く安定性の高いコンポジションH-6が使用されている。

### MIL規格：MIL-C-401による定義
- タイプ
  - TYPE I(フレーク状)
  - TYPE II(粒子状)
- 組成
  - RDX：59.5% {\displaystyle \pm }2.0%以下
  - TNT：38.9% {\displaystyle \pm }2.5%以下
  - 鋭感剤：1.0% {\displaystyle \pm }0.3%
  - 水分：0.2%以下
- 仮比重
  - 0.9以上(TYPE IIのみ適用)

## C-1,C-2,C-3
C2はSWATがドアブリーチで使用している。

## C-4
C-4と言えばプラスチック爆弾の代名詞とも言われ、もっとも一般的な軍用爆薬である。可塑性に優れ加熱などを行わなくても自在に加工できるため軍用として重宝されている。